# Берегове (Железинський район)
Берегове́ (каз. Береговое) — село у складі Железинського району Павлодарської області Казахстану. Входить до складу Башмачинського сільського округу.
Населення — 241 особа (2021; 284 у 2009, 391 у 1999, 476 у 1989).
Національний склад станом на 1989 рік:
- росіяни — 54 %;
- казахи — 28 %.